# Hofanlage Wunderburg 8
Die Hofanlage Wunderburg 8 in Prinzhöfte, Samtgemeinde Harpstedt, stammt zum Teil aus dem 18. Jahrhundert.
Das Ensemble steht unter Denkmalschutz (Siehe auch Liste der Baudenkmale in Prinzhöfte).

## Geschichte
Die Hofanlage unter hohem Baumbestand besteht aus
- dem eingeschossigen Wohn- und Wirtschaftsgebäude im Kern aus dem 18. Jahrhundert als Zweiständerhallenhaus mit Krüppelwalmdach, mehrfach erweitert und umgebaut,
- dem eingeschossigen verklinkerten Wohnhaus aus den 1920er Jahren mit Krüppelwalmdach und zweigeschossigem Giebelrisalit sowie mit einem späteren nördlichen Anbau mit Satteldach,
- sowie drei weiteren nicht denkmalgeschützten Nebengebäuden.

Die Landesdenkmalpflege befand: „...geschichtliche Bedeutung ... hat die Gruppe eine städtebauliche Bedeutung mit landschaftsprägendem Charakter ....“.